# 善徳寺 (東京都北区)
善徳寺（ぜんとくじ）は、東京都北区にある浄土宗の寺院。

## 概要
1453年（享徳2年）、楽誉聡林によって開山された。当初は、現在の皇居吹上御苑の辺りにあった。徳川家康の江戸入府と江戸城の拡張整備に伴い、江戸市中を転々とし、1657年（明暦3年）に浅草松葉町（現・台東区松が谷）に落ち着いた。
関東大震災で罹災したため、1927年（昭和2年）に現在地に移転した。

## 墓所
浅草の旧地から移葬された。
- 馬込家（日本橋大伝馬町の御伝馬役名主）
- お竹（佐久間家奉公人）

お竹は大伝馬町の幕臣佐久間家の奉公人であった。お竹は佐久間家から与えられた自分の食事を貧しい人に施し、自分は流しの隅の網にかかった飯粒を食べ、亡くなるまで念仏を唱える毎日であったという。お竹は大日如来の化身とされ、「お竹大日如来」として崇拝されるようになった。そのため、墓石は石仏の形を取っている。仏教的観点だけでなく、儒教的観点でも「奉公人の鑑」とされ称賛された。東京都港区の心光院には、「お竹の流し」というのがあり、それを包む袋を桂昌院は奉納している。

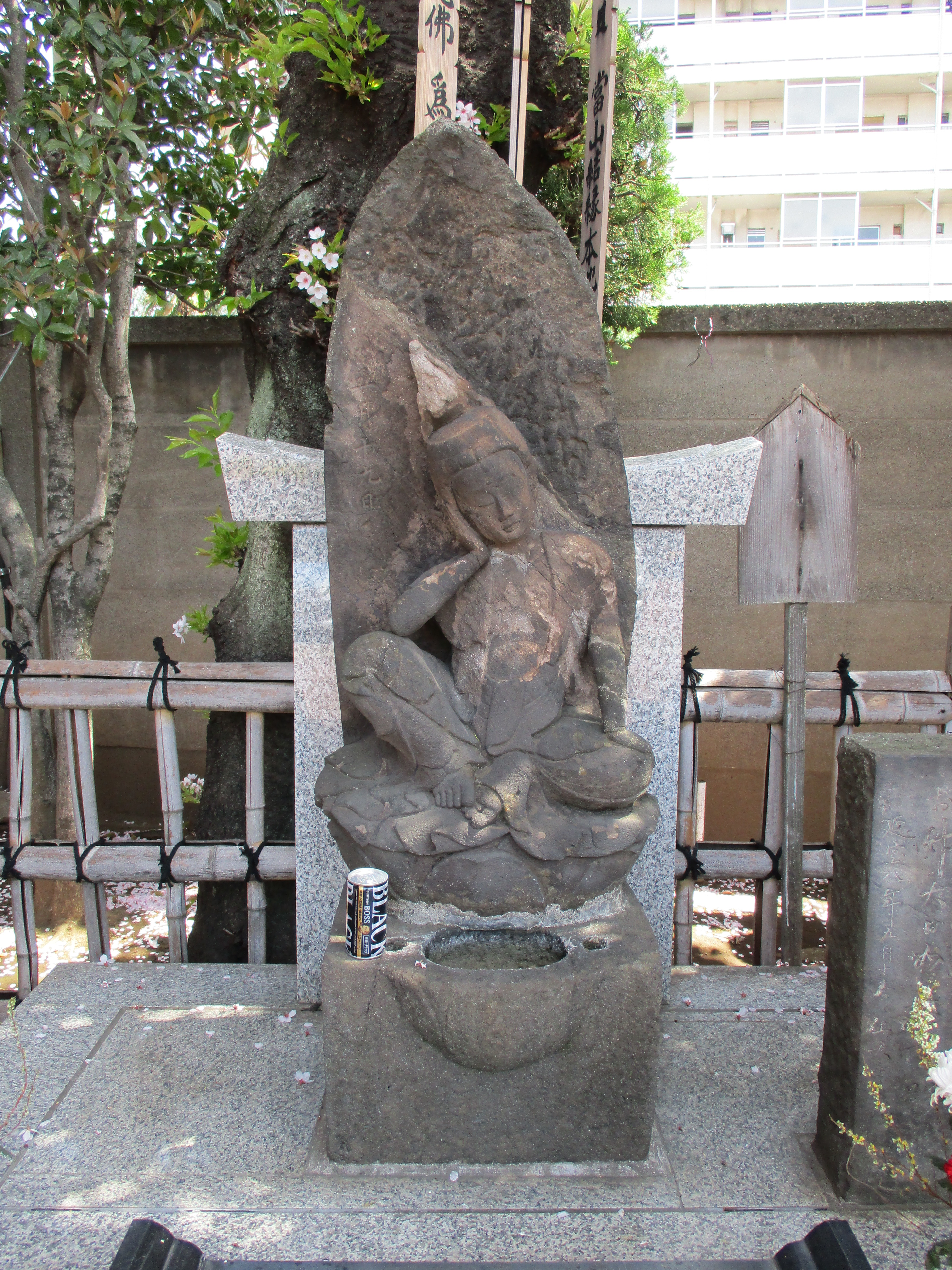
お竹の墓

## 交通アクセス
- 本蓮沼駅より徒歩11分。